# سنجد (رباطات)
سنجد (بالفارسية: سنجد) هي قرية تقع في إيران في قسم رباطات الريفي. يقدر عدد سكانها بـ 114 نسمة بحسب إحصاء 2016.